# Нучетто
Нучетто (італ. Nucetto, п'єм. Nosèj) — муніципалітет в Італії, у регіоні П'ємонт,  провінція Кунео.
Нучетто розташоване на відстані близько 450 км на північний захід від Рима, 90 км на південь від Турина, 45 км на схід від Кунео.
Населення — 437 осіб (2014).
Щорічний фестиваль відбувається 22 липня. Покровитель — Santa Maria Maddalena.

## Демографія
Населення за роками:

Станом на 1 січня 2023 року в муніципалітеті офіційно проживало 28 іноземців з 10 країн, серед них 2 громадяни країн Євросоюзу та 1 громадянин України.

## Сусідні муніципалітети
- Баньяско
- Баттіфолло
- Чева
- Перло